# Elachista elegans
Elachista elegans — вид лускокрилих комах родини злакових молей-мінерів (Elachistidae).

## Поширення
Вид поширений від Фенноскандії до Італії, Угорщини та Криму та від Німеччини до Росії.

## Опис
Розмах крил становить 6–8 міліметрів.

## Спосіб життя
Імаго літають з липня по серпень. Личинки живляться на травах Bromus, Calamagrostis arundinacea, Calamagrostis epigejos, Dactylis, Milium effusum і Poa. Вони мінують листя своєї рослини-господаря. Шахта складається з довгого нижнього поверхневого коридору, що піднімається від основи листа, іноді спускається безпосередньо перед досягненням верхівки. Шахта поступово розширюється, поки не буде зайнято більшу частину ширини листа. Фрас здебільшого відкладається збоку. Личинки можна знайти навесні. Вони жовтувато-зелені з жовтувато-коричневою головою.